# Oligacanthorhynchus
Genre
Synonymes
- Hamanniella Travassos, 1915
- Pardalis Travassos, 1917
- Echinopardalis Travassos, 1918
- Travassosia Meyer (d), 1931

Oligacanthorhynchus est un genre d'acanthocéphales de la famille des Oligacanthorhynchidae.

## Écologie
Au stade adulte, ces espèces parasitent l'intestin de mammifères (marsupiaux et édentés) du Nouveau Monde et d'oiseaux et dont les hôtes d'attente sont des reptiles.

## Description
Corps de taille moyenne à grande, cylindrique ou faiblement aplati latéralement, soit lisse, soit ridé transversalement. Très fortement ridé sur les spécimens conservés, souvent spiralé lorsqu’il est rétracté par les liquides conservateurs. Extrémité antérieure s’effilant très progressivement vers l’avant. Proboscis plus ou moins globuleux, pas plus long que large, tendant parfois à devenir cylindrique. Il porte six spires de six crochets. Les crochets supérieurs, les plus gros, portent des racines fortes, certains ayant une racine bifurquée, dirigée vers l’avant. Les crochets possèdent souvent des "pointes de flèches", avec des racines pouvant présenter des apophyses antérieures aussi longues que la lame. Réceptacle à double paroi, une interne épaisse surtout dorsalement et une externe très mince insérée à la base du proboscis, alors que l’autre s’insère à la base du cou. 
Cou court, portant des papilles sensorielles latérales. Lemnisci cylindriques, grêles, très longs, contenant des noyaux géants sphéroïdaux. Organes mâles n’occupant que la moitié postérieure du tronc. Testicules ellipsoïdes, placés très loin l’un de l’autre. Protonéphridies de type capsulaire. Huit glandes cémentaires ovoïdes ou ellipsoïdes, plus ou moins disposées régulièrement par paires dont la taille croît de la première à la troisième paire puis diminue pour la quatrième. Elles contiennent chacune un noyau géant sphéroïdal. Embryophores sub-sphériques avec coque à structure radiée

## Liste des espèces
Selon ITIS (1 février 2020) :
- Oligacanthorhynchus aenigma (Reichensperger, 1922)
- Oligacanthorhynchus atratus (Meyer, 1931)
- Oligacanthorhynchus bangalorensis (Pujatti, 1951)
- Oligacanthorhynchus carinii (Travassos, 1917)
- Oligacanthorhynchus cati (Gupta & Lata, 1967)
- Oligacanthorhynchus circumflexus (Molin, 1858)
- Oligacanthorhynchus citilli (Rudolphi, 1806)
- Oligacanthorhynchus compressus (Rudolphi, 1802)
- Oligacanthorhynchus decrescens (Meyer, 1931)
- Oligacanthorhynchus erinacei (Rudolphi, 1793)
- Oligacanthorhynchus hamatus (von Linstow, 1897)
- Oligacanthorhynchus iheringi Travassos, 1917
- Oligacanthorhynchus indicus Rengaraju & Das, 1981
- Oligacanthorhynchus kamtschaticus Hokhlova, 1966
- Oligacanthorhynchus lagenaeformis (Westrumb, 1821)
- Oligacanthorhynchus lamasi (Freitas & Costa, 1964)
- Oligacanthorhynchus lerouxi (Bisseru, 1956)
- Oligacanthorhynchus major (Machado-Filho, 1963)
- Oligacanthorhynchus manifestus (Leidy, 1851)
- Oligacanthorhynchus mariemily (Tadros, 1969)
- Oligacanthorhynchus microcephala (Rudolphi, 1819)
- Oligacanthorhynchus minor Machado-Filho, 1964
- Oligacanthorhynchus oligacanthus (Rudolphi, 1819)
- Oligacanthorhynchus oti Machado-Filho, 1964
- Oligacanthorhynchus pardalis (Westrumb, 1821)
- Oligacanthorhynchus ricinoides (Rudolphi, 1808)
- Oligacanthorhynchus shillongensis (Sen & Chauhan, 1972)
- Oligacanthorhynchus spira (Diesing, 1851)
- Oligacanthorhynchus taenioides (Diesing, 1851)
- Oligacanthorhynchus thumbi Haffner, 1939
- Oligacanthorhynchus tortuosus (Leidy, 1850)
- Oligacanthorhynchus tumidus (Van Cleave, 1947)